# John White (chirurg)

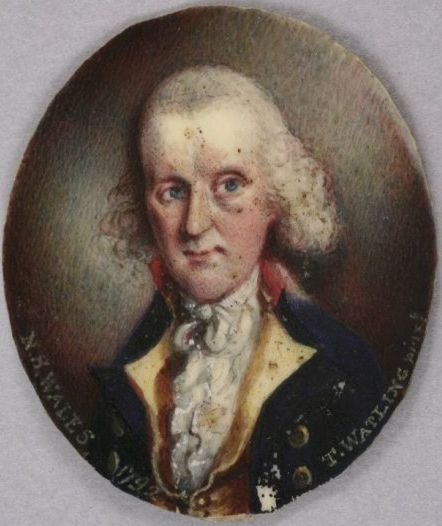
John White pędzla Thomasa Watlinga

John White (ur. ok. 1756, zm. 20 lutego 1832) – angielski chirurg i kolekcjoner okazów botanicznych.
White urodził się w Sussex (niektóre źródła twierdzą, że około roku 1750). Wstąpił do Royal Navy 26 czerwca 1778 jako third surgeon's mate. Awansował na chirurga w 1780, był głównym chirurgiem podczas podróży morskiej First Fleet (Pierwszej Floty) do Australii. W marcu 1787 White przyłączył się do transportu First Fleet w Plymouth. Dowiedział się tu, że skazańcy byli karmieni od pewnego czasu solonym mięsem, co nie było dobrą dietą przed tak długą podróżą. Udało mu się uzyskać dla nich zapasy świeżego mięsa i warzyw, oraz pozwolenie na wyjście na pokład na świeże powietrze. Zrozumienie potrzeb więźniów oraz ludzkie ich traktowanie najprawdopodobniej było przyczyną niewysokiego wskaźnika zgonów wśród więźniów podczas podróży morskiej.
White przybył do Australii w 1788 jako chirurg-generał Nowej Południowej Walii, zorganizował szpital, którego dalszy rozwój był jednak hamowany przez brak środków medycznych. Zainteresował się fauną i florą nowego kontynentu i w 1790 napisał Dziennik podróży do Nowej Południowej Walii, w którym opisał wiele australijskich gatunków po raz pierwszy. Dziennik miał 65 miedziorytów ptaków, zwierząt i okazów botanicznych, w ciągu następnych pięciu lat przetłumaczono go na język niemiecki i francuski. White jako pierwszy opisał australorzekotkę szmaragdową Ranoidea caerulea, nazywaną następnie po angielsku White's Tree Frog – rzekotką White’a. Według dziennika bardzo nie lubił Australii, opisywał ją jako: „kraj i miejsce tak zakazany i nienawistny, że zasługujący tylko na przekleństwo.” W 1792 poprosił o zwolnienie, które otrzymał w 1794. Wypłynął do Anglii 17 grudnia 1794, a następnie do Irlandii. W 1876 zrezygnował ze stanowiska, gdyż jako opcję zaproponowano mu powrót do Australii. White był chirurgiem na okręcie Royal William, przez 20 lat stacjonował najpierw w Sheerness od 1799, a później w stoczni Chatham w hrabstwie Kent (od 1803). Odszedł na emeryturę z połową pensji w 1820. Zmarł w Worthing w Anglii.